# Salustiano Olózaga
Salustiano de Olózaga Almandoz (Oyón, Álava, 8 de junio de 1805–Enghien-les-Bains, Francia, 26 de septiembre de 1873) fue un político, abogado y escritor español.

## Entorno familiar
Olózaga nació en una familia acomodada de ideología liberal en la Rioja alavesa. Su abuelo, Ramón Antonio, natural de Lanciego, obtuvo en 1791 el reconocimiento de su nobleza ligada al privilegio vasco de hidalguía universal por ser sus ascendientes «[...] nobles hijosdalgo, notorios de sangre por provenir de las Casas solares de la provincia de Guipúzcoa [...]». En 1803, fue regidor de Logroño como artesano del estado noble, cargo que ostentó posteriormente, al menos, dos veces más. Su padre, Celestino Olózaga y Sáenz de Navarrides, también había nacido en Oyón y trabajaba como médico contratado por el ayuntamiento de Arnedo con un salario anual de 11 000 reales.
Al poco de nacer, el niño fue llevado a la casa familiar de Arnedo y allí aprendió las primeras letras. Años más tarde afirmó que su padre utilizaba para enseñarle a leer los artículos de la Constitución de 1812 conforme iban aprobándose en el transcurso de las sesiones parlamentarias.
Su profesor de latín fue Marcelino Magro, un catedrático liberal originario de Cuenca y refugiado en Arnedo que utilizaba como material didáctico textos de autores latinos y no el catecismo o libros de oraciones, como era usual en la época.
De esta primera época formativa quedó reseñado por Fernández de los Ríos el éxito obtenido por el pequeño Salustiano en el concurso de latín que los franciscanos del convento de Vico celebraban cada 2 de agosto, fiesta de la Porciúncula. El ganador obtenía el derecho a que el resto de los alumnos le homenajeara vitoreándole con el nombre de su pueblo. Esa aclamación de «¡Viva Arnedo!» perduró en la memoria de Olózaga y, al llegar la desamortización, compró el convento ribereño del Cidacos. Al borde de la muerte, en otro 2 de agosto, pero de 1873, aún escribía con nostalgia a su hijo que «hoy hace 58 años que recibí en Vico mi primer premio literario».

## Inicios políticos y estudios universitarios
Estudió Filosofía en Zaragoza y Madrid, donde residía con su familia desde 1819. Oficial de la Milicia nacional y liberal convencido, acompañó en 1823 a las Cortes del Trienio liberal durante su traslado a Sevilla y Cádiz, huyendo de la intervención absolutista de los Cien Mil Hijos de San Luis. Tras la derrota liberal, vuelve a Madrid y cursa estudios de Derecho en la Universidad Central, ejerciendo posteriormente como pasante del abogado Manuel María Cambronero. En el entorno de este, participó en las conspiraciones liberales de 1831, lo que le obligó a exiliarse en San Juan de Luz (Francia).

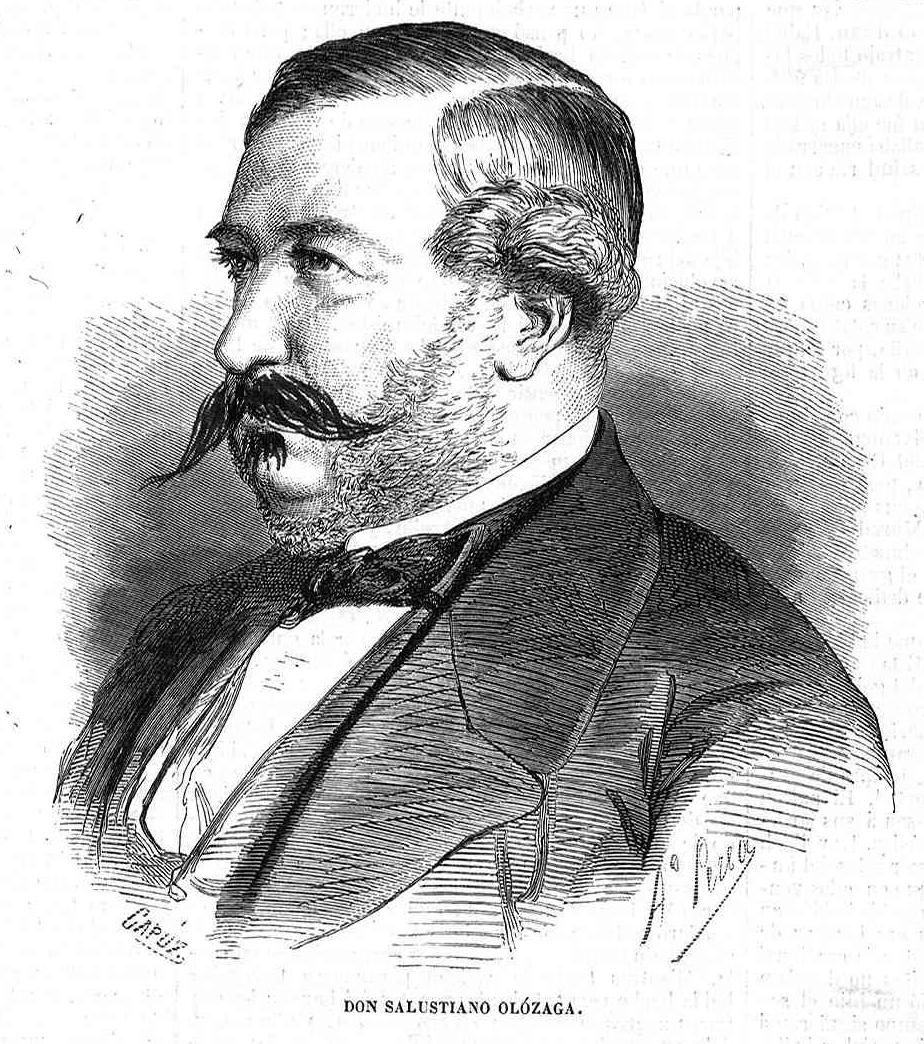
Salustiano Olózaga, dibujo de A. Perea grabado por Capuz, en El Museo Universal (1864).

Aprovechando la amnistía de 1832 vuelve a España (febrero de 1833) y es recomendado por el conde de Toreno al ministro de Gracia y Justicia Nicolás María Garelli, que le nombra secretario de la comisión que revisaba el Código de comercio. Con Mendizábal fue gobernador civil de Madrid. Fue elegido diputado por esta ciudad y después por Logroño en las sucesivas elecciones parlamentarias desde 1836 hasta 1873. Participó en la elaboración de la Constitución española de 1837 tras el Motín de la Granja de San Ildelfonso, convencido de la necesidad de superar los enfrentamientos que la Constitución de 1812 y el Estatuto Real de 1834 habían supuesto. Es por entonces cuando se le nombra preceptor de Isabel II (reina desde 1833, pero aún bajo regencia de su madre María Cristina). Fue senador por la provincia de Logroño en 1872 y 1873.

## Presidente
Opuesto a la Ley de Ayuntamientos de la Regente y con un claro apoyo al progresismo y a Baldomero Espartero en su enfrentamiento con aquella, tomó parte activa en la caída de María Cristina. Al ascender Espartero al poder, fue nombrado embajador en París, donde trató de conciliar las posiciones oficiales españolas con las tramas que realizaba María Cristina en el exilio. 
Tras la caída de Espartero y recién nombrada Isabel II mayor de edad y Reina de España, fue nombrado a propuesta de Joaquín María López presidente del Consejo de Ministros. Debió enfrentarse a las falsas acusaciones del moderado Luis González Bravo, en las que sostenía que había obtenido la disolución de las Cortes mediante el uso de la violencia e intimidación sobre la Reina. La situación le obligó a huir de nuevo a Francia el 29 de noviembre de 1843. 
No volvería a España hasta 1847. En 1853 ingresó como miembro de la Real Academia de la Historia. Posteriormente fue de nuevo embajador en París y, de vuelta a la Península, mantuvo duras críticas frente a los moderados y reaccionarios. En 1871 fue nombrado miembro de la Real Academia Española. Falleció el 26 de septiembre de 1873 en París siendo embajador de España en Francia. La Embajada de Francia en España está situada en una calle que lleva su nombre.

## Obras
- Historia política de Aragón (1853)
- De la beneficencia en Inglaterra y en España (1864)
- Estudios sobre elocuencia, política, jurisprudencia, historia y moral (1864)